# Koronas-F
KORONAS-F (Kompleksowe Orbitalne Obserwatorium Aktywności Słońca) – międzynarodowe obserwatorium słoneczne pod przewodnictwem rosyjskiego instytutu IZMIRAN. Zainstalowane instrumenty obserwowały Słońce głównie w promieniach X i UV. W projekcie tym wzięły udział: Rosja, Ukraina, Gruzja, Polska, Niemcy, Francja, Wielka Brytania i USA. Był pierwszą rosyjską misją naukową od 1996 roku.

## Opis misji
Start rakiety nastąpił o godz. 10 czasu warszawskiego z kosmodromu Plesieck w Rosji. O godz. 10:51 nastąpiło oddzielenie satelity od rakiety, po czym została nawiązana ze statkiem łączność telemetryczna. O godz. 11:32 sterowanie satelitą przejęły służby naziemne. Orbita docelowa pozwalała na obserwacje Słońca w 20 dniowych okresach. Część aparatury naukowej pokrywała się z wyposażeniem satelitów SOHO, TRACE i Yohkoh, część z nich to przyrządy unikalne.
Przyrządy zostały uruchomione 14 sierpnia radiokomendą wydaną z centrum sterowania lotem w Troicku koło Moskwy. Do tego czasu statek wykonywał operacje związane ze stabilizacją swojej orbity (zakończone 7 sierpnia). Drogą telemetryczną napływało ok. 20 MB danych dziennie. Analiza tych danych umożliwiała kontrolę prawidłowości pracy przyrządów i ustawienie parametrów programów umieszczonych w pamięci komputera pokładowego. Zestaw tych parametrów oraz ewentualne korekty programów przekazywane były do komputera pokładowego z Ziemi drogą telemetryczną. Regularne obserwacje podjęte zostały pod koniec sierpnia. Stacje telemetryczne znajdowały się w Neustrelitz (Niemcy) i w Taurus (Rosja).
Satelita był nakierowywany na środek tarczy słonecznej z dokładnością 10'. Misja KORONAS-F planowana była na co najmniej 1,5 roku.

### Najważniejsze wydarzenia w trakcie misji
- 27 sierpnia 2001: wyłączenie się systemu orientacji statku i zasilania przyrządów naukowych w wyniku przesłania błędnej komendy do systemu kontroli statku.
- 29 sierpnia 2001: przywrócono zasilanie i orientację statku. Normalna praca (kończenie testów).
- 17 września 2001: awaria przyrządu Diogeness – zacięła się ruchoma kamera. Pod względem elektrycznym przyrząd był sprawny.
- 23 października 2001: początek obserwacji naukowych przez przyrząd RESIK
- 7 listopada 2002: awaria jednego z nadajników, w jej wyniku ilość przesyłanych danych spadła o 40%
- 17 lutego 2005: KORONAS-F okrążył Ziemię 20 000 razy
- 6 grudnia 2005: satelita spłonął w ziemskiej atmosferze

## Ładunek
- SRT – monochromatyczne zobrazowanie słonecznych promieni X
- AVS – badanie promieniowania X i gamma z rozbłysków słonecznych
- Spektrometr i fotometr DIOGENESS

DIOGENESS to eksperyment do rentgenowskich badań aktywnych regionów Słońca. Powstał on w kooperacji Centrum Badań Kosmicznych Polskiej Akademii Nauk i rosyjskiego IZMIRAN, czyli Instytutu Magnetyzmu Ziemi, Jonosfery i Propagacji Fal Radiowych, działającego przy Rosyjskiej Akademii Nauk. Przyrząd ten składał się ze spektrometru i fotometru. Obserwacje prowadzone były w trzech pasmach fal: 29,601-33,915 nm; 49,807-53,721 nm i 61,126-67,335 nm. Rozdzielczość przyrządu wynosiła 5”, a rozdzielczość czasowa 0,1 – 10 s (zależnie od trybu obserwacji). Fotometr DIOGENESS BF obserwował wahania emisji promieniowania X w dwóch przedziałach energetycznych: 2-8 keV i 10-160 keV, z rozdzielczością czasową 1 sekundy, dla pierwszego przedziału, i 0,1 sekundy dla drugiego. Spektrometr zużywał 12 W, a fotometr 6 W energii.
- Fotometr DIFOS

Efekt współpracy IZMIRAN, Głównego Obserwatorium Astronomicznego Ukraińskiej Akademii Narodowej i Instytutu Astrofizyki w Poczdamie. Był fotometrem służącym do pomiarów zmian promieniowania Słońca. Obserwacje mogły być prowadzone w sześciu pasmach optycznych o szerokości 10% wartości środkowej: 350 nm, 500 nm, 650 nm, 850 nm, 1100 nm i 1500 nm. Względna rozdzielczość pomiarów wynosiła ok. 10−6 całkowitej jasności Słońca.
- Spektrometr prom. X i gamma HELIKON

Przygotowany przez Instytut Fizykotechniczny przy Rosyjskiej Akademii Nauk. Przyrząd badający słoneczne promieniowanie gamma i aktywność flar rentgenowskich. Eksperyment był oparty na spektrometrze promieni X i gamma (10 keV – 8 MeV). Spektrometr posiadał dwa detektory (jeden skierowany w stronę Słońca, a drugi w przeciwną stronę). Do wykrywania flar służyły zakresy: 10-50 keV; 50-150 keV i 150-1000 keV. Wartość progowa intensywności wynosiła 10 erg/cm²/s. Przyrząd posiadał 128 kanałów rejestrujących. Spektra badane były w 64 kanałach. Analizator czasowy posiadał 4096 kanałów. Rozdzielczość czasowa wynosiła 2 ms i 0,25 s.
- Spektrometr rozbłysków IRIS

Skonstruowany przez Instytut Fizykotechniczny przy Rosyjskiej Akademii Nauk. Służył do rejestracji słonecznych rozbłysków promieniowania X. Eksperyment używał spektrometru do rejestracji spektr energetycznych emisji promieniowania X z zakresu energii od 2 do 200 keV. Rozdzielczość czasowa wynosiła od 2,5 do 0,01 s, a czułość ok. 10−8 erg/cm²/s (ok. 0,1 nW/m²). Takie parametry spektrometru jak rozdzielczość czasowa, liczba energetycznych kanałów rejestrujący, czułość, były dobierane automatycznie. Dzięki wysokiej czułości w paśmie miękkich promieni X (2-15 keV), urządzenie mogło wykrywać zarówno małe rozbłyski, jak i zjawiska będące zapowiedziami takich rozbłysków. W paśmie twardych promieni X (15-200 keV) przyrząd wykrywał rozbłyski o intensywności 10−8 erg/cm²/s.
- Spektrometr RESIK (REntgenowsky Spektrometr s Izognutymi Kristałami – spektrometr rentgenowski z wypukłymi kryształami)

Przyrząd powstał przy współpracy polskiego CBK PAN, rosyjskiego IZMIRAN, Mullard Space Science Laboratory i Rutherford Appleton Laboratory z Wielkiej Brytanii, Naval Research Laboratory z USA). Spektrometr badał linie spektralne silnie zjonizowanych atomów argonu, magnezu, krzemu, siarki, wapnia, żelaza, potasu, i niklu. Przyrząd pracował w następujących pasmach: 11,23-12,93 nm; 12,74-14,42 nm; 14,36-16,30 nm; 16,53-20,29 nm; 21,54-24,45 nm; 24,80-30,43 nm, 33,69-38,79 nm; 38,21-43,26 nm; 49,60-60,86 nm.
- Spektrometr RPS

Skonstruowany przez Instytut Badań Kosmicznych przy Rosyjskiej Akademii Nauk i Moskiewski Instytut Inżynierii i Fizyki. Służył do badania rozbłysków prom. X. Sercem eksperymentu był rentgenowski spektrometr RPS-1 rejestrujący emisję promieniowania X w zakresie 3-30 keV z rozdzielczością 1,5 keV dla energii 5,9 keV. Powierzchnia czynna detektora wynosiła 0,5 cm².
- Radiospektrometr SORS

Powstał przy współpracy IZMIRAN i CBK PAN. Miał za zadanie badać słoneczne błyski radiowe typu II, III i IV – ich dynamikę i strukturę. Eksperyment wykorzystywał słoneczny radiospektrometr, na który składały się dwa radiometry. Radiospektrometr rejestrował emisję radiową Słońca w paśmie fal elektromagnetycznych 0,1-30 MHz (czułość 0,5 μV, dynamika 80dB). Urządzenie posiadało 400 kanałów, a całe spektrum było rejestrowane w 3 sekundy.
- Polarymetr SPR – N

Konstruktorami byli: Instytut Fizyki im. Lebiediewa przy Rosyjskiej Akademii Nauk, Instytut Badań Jądrowych im. Skobeltsina, Uniwersytet Moskiewski. Służył do pomiaru polaryzacji promieni X pochodzących z rozbłysków słonecznych. Eksperyment był polarymetrem promieniowania X pracującym w zakresie 20-100 keV (nietermalna emisja przyspieszanych elektronów generowanych przez flary słoneczne). Polarymetr miał trzy podzakresy: 20-40 keV; 40-60 keV; 60-100 keV.
- Radiometr SUFR

Wytwórcą SURF był Instytut Geofizyki Stosowanej im. Fedorowa. Służył do pomiaru całkowitej emisji Słońca w zakresie dalekiego UV i miękkich promieni X. Przyrząd opierał swe działanie o radiometr SUFR-Sp-K, zaprojektowany do ciągłej obserwacji emisji UV i badań rozbłysków słonecznych (0,1-30 erg cm-2 s-1).
- Spektrometr VUSS

Badał promieniowanie UV Słońca blisko linii rezonansu wodoru. Eksperyment tworzył spektrometr UV VUSS-L, zaprojektowany do rejestracji promieniowania UV bliskiego linii spektralnej 121,6 nm (szer. pasma 5 nm) z błędem mniejszym niż 2% w zakresie dynamicznym 0,01-30 erg/cm²/s. Przyrząd powstał w Instytucie Geofizyki Stosowanej im. Fedorowa.
- Koronograf ZENIT

Przeznaczony był do długotrwałych obserwacji korony słonecznej (750-850 nm) z rozdzielczością kątową mniejszą niż 1'. Pole widzenia wynosiło 2-6 promieni Słońca. Czas ekspozycji poniżej 1 minuty. Skonstruowany przez IZMIRAN i Gruzińską Akademię Nauk.
- Spektroheliograf RES-K

Zbudowany przy współpracy Instytutu Fizyki im. Lebiediewa, Instytutu Astronomicznego Sternberga, Uniwersytetu Moskiewskiego. Służył do badań spektr rentgenowskich aktywnych regionów słonecznych i rozbłysków z dużą rozdzielczością spektralną i przestrzenną. Przyrząd ten był spektroheliografem rentgenowskim, który pozwalał na uzyskiwanie zdjęć Słońca w liniach spektralnym metali (żelaza, krzemu, magnezu). Spektroheliograf pracował w trzech przedziałach długości fal: „Fe”, „Mg”, „XUV”. Kanał „Fe” to przedział 18,5-18,7 nm (FeXXIV, FeXXV), o rozdz. spektralnej 15x10−4nm i rozdz. kątowej 30”. Kanał „Mg” dawał obrazy Słońca w przedziale 84,1-84,3 nm (MgXII) z rozdzielczością spektralną 30x10−3nm i rozdz. kątową 6”. Do otrzymywania większych rozdz. spektralnych, używano specjalnego dwukanałowego systemu optycznego. Kanał „XUV” pracował w dwu przedziałach 1,8-2,05 μm i 2,85-3,35 μm. Miał rozdzielczość 0,3 nm i 6”. Czas potrzebny do uzyskania pełnego obrazu Słońca wynosił od 3 do 10 sekund.
- Spektrometr słonecznych promieni kosmicznych SKL (SONG, MKL, SKI – 3)

Przyrząd wykonany przez Instytut Badań Jądrowych im. Skobeltsyna Uniwersytetu Moskiewskiego badał słoneczne promienie kosmiczne. Na ten przyrząd składały się trzy odrębne urządzenia: SONG, MKL i SKI-3. SONG prowadził pomiary neutronów i elektronów słonecznych i spektra prom. gamma: analizator 10 kanałowy, analizator 240 kanałowy, 4 komórki rozbłysków (flare cells) (rozdzielczość czasowa 0,04 s), analizator 5 kanałowy neutronów (3-100 MeV), analizator 6 kanałowy elektronów (11-108 MeV). SONG pracował w dwóch trybach: „czuwania” – rozdz. czasowa 2,5 sek. i „rozbłysku” – rozdz. czasowa 0,04 sek.
MKL prowadził pomiary promieni kosmicznych. Zakres energetyczny obserwowanych protonów 1-300 MeV; elektronów 0,5-12 MeV.

## Cele
- Badanie procesów powstawania rozbłysków i wydzielania energii w koronie słonecznej
- Pierwsze kompleksowe badania składu chemicznego rozbłysków i wyrzutów masy koronalnej
- Badania procesów dynamicznych zachodzących w górnych warstwach atmosfery Słońca w szerokim paśmie fal: od radiowych do gamma
- Badania słonecznych promieni kosmicznych
- Badania heliosejsmologiczne